# 나가사와 유야
나가사와 유야(일본어: 長沢 祐弥, 1996년 7월 1일~)는 일본의 축구 선수이다.

## 구단 경력
그는 2019년 J3리그의 아술 클라로 누마즈에 입단했다. 2021년 J2리그의 도쿄 베르디로 이적했다. 2023년 J2리그 3위를 기록하여 J1리그로 승격했다.